# Andreas Stiborius
Andreas Stöberl (Pleiskirchen, cerca de Altötting, hacia 1464 - Viena, 3 de septiembre de 1515), más conocido por la forma latinizada de su apellido, Andreas Stiborius (o también Boius), fue un humanista, astrónomo, matemático y teólogo alemán, que trabajó principalmente en la Universidad de Viena.

## Biografía
Stöberl estudió desde 1479 en la Universidad de Ingolstadt, donde se convirtió en magister en 1484, y posteriormente en miembro de la Facultad de Artes.
En Ingolstadt, conoció y se convirtió en amigo de Conrad Celtis, un eminente defensor del humanismo, conferenciante entre 1492 y 1497.
Cuando Celtis se trasladó a Viena en 1497, Stöberl siguió a su mentor.
Stiborius fue miembro del Sodalitas Litterarum Danubiana, un círculo de humanistas fundado por Celtis.
En 1502 se convirtió en uno de los dos profesores de matemáticas (el otro era Johannes Stabius, su amigo de Ingolstadt) en el Collegium poetarum et mathematicorum, fundado gracias a la iniciativa de Celtis por el emperador Maximiliano I el año anterior, como parte de la Universidad de Viena. En el Collegium impartió cursos de astronomía y de astrología, como lo hizo posteriormente en la Universidad, obteniendo una cátedra en el Collegium Ducale en 1503.
Stiborius era un maestro dotado y muy querido por sus estudiantes.
En 1507 o 1508 se convirtió en canónigo en la Catedral de San Esteban de Viena, y hasta su muerte en 1515 en Viena también fue párroco sacerdote en Stockerau, donde fue enterrado.

## Trabajos
En Viena, Stiborius trabajó con Georg Tannstetter, que llegó a Viena desde Ingolstadt en el otoño de 1502.
Juntos se convirtieron en los exponentes más prominentes de la "Segunda Escuela Vienesa de Matemáticas" (el primero había sido el círculo alrededor de Johann von Gmunden, Georg von Peuerbach y Johann Müller Regiomontano).
Tannstetter en su "Viri Mathematici" nombra tanto a Stabius como a Stiborius como sus maestros.
Como redactor, Stiborius publicó una edición del Libellus Linconiensis de Phisicis lineis, angulis et figuris, per quas omnes acciones naturales complentur de Roberto Grosseteste en 1503.
Para la edición del Tabulae Eclypsium... de Tannstetter, que fue publicada en 1514 y que contenía las tablas de eclipses de Georg von Peuerbach y las tablas primi mobilis de Johann Müller Regiomontano, Stiborius escribió dos prefacios.
En preparación de la décima sesión del Quinto Concilio de Letrán, León X solicitó en octubre de 1514 de varios gobernantes que sus científicos ofrecieran propuestas sobre la reforma del calendario. El emperador Maximiliano encomendó la tarea a Stiborius y a Tannstetter en Viena, y a Johannes Stoeffler en Tubinga. Stiborius y Tannstetter propusieron omitir un año bisiesto cada 134 años, y abandonar el ciclo metónico de 19 años usado por la Iglesia para calcular el Computus. En lugar del ciclo metónico, se propusieron simplemente usar el verdadero cálculo astronómico para las fechas del plenilunio para determinar la Pascua. Además, señalaron que el verdadero equinoccio astronómico de marzo y las lunas llenas, en las que se basó el cálculo completo de la fecha de Pascua, y por lo tanto, de otras fiestas de la Iglesia, ocurrirían en diferentes momentos, a veces incluso en diferentes lugares en diferentes longitudes geográficas alrededor del globo, llevando a que las fiestas de la Iglesia pudiesen caer en diferentes días en diferentes lugares. Se recomendaba utilizar universalmente el equinoccio en el meridiano de Jerusalén o de Roma.
La propuesta de reforma del calendario de Tanstetter y Stiborius fue publicada como Super requisitione sanctissimi Leonis Papae X. et divi Maximiliani Imp. p.f. Aug. De Romani Calendarii correctione Consilium in Florentissimo studio Viennensi Anustriae conscriptum et aeditum ca. 1515, editado por la imprenta de Johannes Singriener en Viena.
Finalmente, el tema de la reforma del calendario ni siquiera fue discutido en el quinto Concilio Lateranense.
Tannstetter da en su "Viri Mathematici" una lista de libros de la biblioteca de Stiborius, y también una lista de trabajos escritos por él mismo. Menciona un Opus Umbrarum de cinco volúmenes en el que Stiborius trató varios temas astronómicos y matemáticos, como las proyecciones cartográficas, la teoría y el uso del astrolabio, incluyendo el saphea, la construcción del reloj de sol, y otros. El trabajo fue la base de sus conferencias en Viena; que parece que nunca se han publicado. Sin embargo, sí se ha conservado una copia parcial hecha en 1500 de estas notas de la conferencia.

## Legado
- El cráter lunar Stiborius lleva su nombre.[24]